# سيبيلا ملكة أورشليم
سيبيلا ملكة بيت المقدس وكونتيسة يافا وعسقلان (1160 - 1190). كانت ملكة مملكة بيت المقدس من عام 1186 إلى عام 1190، وهي الابنة البكر لعموري الأول ملك أورشليم وأغنيس من كورتناي، وأخت بلدوين الرابع ملك أورشليم وأم بلدوين الخامس، وقد قدمت جدتها ميليسيندا مثالا للحكم الناجح كملكة حاكمة، وقد كان ذلك النظام هو السائد في ذلك القرن.

## نشأتها
ولدت في أورشليم عام 1160، لعائله افرنجية نبيلة وقد نشأت في كنف عمتها رئيسة الراهبات إيوفيتا ابنه بيثاني أخت الملكة السابقة ميليسيندا حاكمة اورشليم، والتي شيدت قبر اليعازر في بيثاني لأختها عام 1128 وتوفت هناك في عام1163 ، ونشأت سيبيلا نشأة دينية في الدير، ودرست الكتاب المقدس والتقاليد الكنسية الأخرى. وفي عام 1174، أرسلها والدها فريدريك دي لاروش رئيس أساقفة صور إلى أوروبا لحشد الدعم العسكري والمالي للدولة الصليبية، وترتيب زواجًا مناسبًا لسيبيلا، حيث كان شقيقها بلدوين يعاني من مرض الجذام. أقنع فريدريك ستيفن الأول من سانسيري بالقدوم إلى الشرق والزواج من الأميرة، وبعد وقت قصير من وصوله إلى أورشليم، غيّر ستيفن رأيه فجأة وعاد إلى فرنسا من دون سبب معلوم.

## عصر بلدوين الرابع
بعد وفاة والدها عموري الأول، أصبح أخيها بلدوين الرابع ملكًا في عام 1174، وفي البداية أصبح ميلز حاكم بلانسي ثم ريموند الثالث أمير طرابلس ولاة للعهد. وفي عام 1176، رتّب بلدوين وريمون لزواج سيبيلا من ويليام ابن كونت يافا وعسقلان، وابن عم لويس السابع ملك فرنسا وفريدريك بارباروسا ملك ألمانيا، وتزوجا في الخريف ثم توفي ويليام بحلول يونيو من العام التالي، تاركًا سيبيلا حاملاً في ولدها بلدوين الخامس.
أصبحت الأميرة الأرملة مطمعًا للنبلاء الساعين للسيطرة على أورشليم، لكنها لم تتزوج مرة أخرى حتى عام 1180.و لوقت طويل، ذكر في تاريخ السرد الشعبي في القرن الثالث عشر، وعهد في ذلك القول إلى ارنول، بالارتباط مع عائلة إبلين. أدعي أن سيبيلا كانت في حالة حب مع بالدوين حاكم إبلين، ذلك الأرمل الذي يكبرها عمرا فوق عمرها، ولكن في عام 1179  تم القبض عليه وسجنه صلاح الدين وكاتبت سيبيلا بلدوين بأنهما سيتزوجا عند إطلاق سراحه. ولكن صلاح الدين طلب فدية كبيرة جدا، لا يمكن لبالدوين حتي أن يدفعها، ولكنه أطلق صراحه مع وعد بدفع تلك الفدية في وقت لاحق، وعند إطلاق سراحه، انطلق بلدوين إلى بيزنطة، ليطلب منحة من الإمبراطور مانويل. وبينما هو هناك، نصحت أغنيس ولدها بلدوين الرابع بتزويج سيبيلا للفارس غي دي لوزينيان، لتحبط محاولات ريموند الثالث للزواج من ابنتها. وتحت تلك الضغوط، تم الزواج بين سيبيلا وغي دي لوزينيان.
ومع ذلك، هذا الامر غير معتمد من قبل أكثر المعاصرين وأقل خيالية من تصور وليم وغيره. وبذلك فشلت خطة هيو الثالث من بورغندي في الزواج من سيبيلا. وفي عيد الفصح عام  1180، دخل ريمون أمير طرابلس وبوهيموند الثالث حاكم أنطاكية المملكة  بالقوة، بقصد فرض زوج من اختيارهم، ربما كانوا يريدون زواج بالدوين على سيبيلا. ومع ذلك، كانت هناك سعي أساسي للمملكة، وذلك بغرض جلب  المساعدات العسكرية الخارجية. وكان بالدوين الرابع نفسه قد رتب الزواج من جاي، الذي كان أخاه أمالريك، المقدر جيدا والمؤهل، قد جاء أولا إلى المحكمة كبالدوين من صهر ابن إبلين وأصبح حاكم القدس. ومع تولي الملك الفرنسي الجديد فيليب الثاني والذي وضع غي دي لوزينيان كتابع للملك كما وضع هنري الثاني ملك انكلترا - الذي كان مدينا للبابا بحج تكفيري - والذي كان بمثابه الورقة الرابحه لتقديم مصادر للمساعدات الخارجيه. وكان بالدوين حاكم إبلين في القدس وقت  أن تزوجت سيبيلا، حتي انه لم يذهب إلى القسطنطينية حتى وقت لاحق من العام - مما يتناقض مع المطالبات في متابعه الفرنسية القديمة. أيضا في 1180، قام بالدوين الرابع بانهاء طموح ابيلنس من خطبه ايزابيلا ذات الثماني أعوام الي همفري الرابع حاكم طورون، وذلك بتحريرها من سيطرة أمها وابيلنس بأن نقلها اقامتها الي منزل خطيبها -أرناط وزوجته ستيفاني
أنجبت سيبيلا لغي ابنتان أليس وماريا. وفي عام 1183، جعل بلدوين الرابع من ابن سيبيلا بلدوين الخامس، وليًا لعهده متجاوزًا غي وسيبيلا، كما حاول أن ينهي زواجهما عام 1184. خلال تلك الصراعات السياسية الداخلية، كان هناك خطر خارجي يلوح في الأفق وهو صلاح الدين الأيوبي سلطان مصر والشام، الذي كان يحضر للغزو. وفي غضون ذلك، توفيت أغنيس في عكا، في عام 1184.
توفي بلدوين الرابع في ربيع 1185، ليخلفه ابن سيبيلا بلدوين الخامس، تحت وصاية ريموند الثالث، إلا أنه مات عليلاً في عكا في صيف عام 1186. وتوجت سيبيلا ملكة بدعم من رينالد دي شاتيون (أرناط) الذي أعلن أنها الوريث الشرعي للعرش.

## خلافه بالدوين الخامس
توفي بالدوين الرابع في ربيع 1185، تاركا ابن سيبيلا كملك وحيد، وريموند وصي، وعم العم الأكبر جوسيلين الثالث حاكم الرها كولي أمر. كما وصل جد بالدوين الخامس، ماركيز وليام الخامس حاكم مونتفرات، إلى المملكة لتقديم دعمه. ومع ذلك، فإن الملك الشاب، لم يكن طفلا صحيا، وتوفي في عكا في صيف عام 1186 . لا يبدو  أن حزب سيبيلا ولا إيزابيلا مستعدان لقبول شروط بالدوين الرابع، والتي تنص علي تثبيت الوصي والانتظار لاتخاذ قرار من قبل أقارب بالدوين الخامس في إنجلترا وفرنسا وألمانيا. رافق نعش الملك المقدس  أوزيلين وماركيز وليام. وحضرت سيبيلا جنازة ابنها، بترتيب من قبل جوسيلين. ومن أجل الأمن قامت مجموعات مسلحة بحراسة القدس. ريموند الثالث، الذي يريد حماية نفوذه وحلفائه السياسيين، الملكة الأرملة ماريا كومنينا وابيلنس، ذهب إلى نابلس - ماريا وعائلة باليان - حيث استدعى هؤلاء الأعضاء من المحكمة العليا الذين أعلنوا تأيد إيزابيلا. ولكن في الوقت نفسه، توجت سيبيلا كملكة من قبل البطريرك إراكليوس. اكتسب رينالد دي شاتيون دعما شعبيا لسيبيلا من خلال التأكيد على أنها كانت ("الوريث الأكثر وضوحا وشرعية للمملكة. وأعاد منتقدي سيبيلا الادعاء بأن سيبيلا كانت غير شرعية، وكانوا يودون عقد التتويج لمنافستها ايزابيلا. ومع ذلك، في عام 1163 أصدرت الكنيسة اللاتينية في القدس حكمها بأن سيبيلا كانت وريثا قانونيا وخلفا لأبيها. في كلتا الحالتين، تفاوض المحكمة العليا على الاعتراف بها كملكة.جعلها أقوي  وتعزز موقف سيبيلا عندما غادر زوج إيزابيلا، همفري الرابع حاكم تورون، راينالد دي شاتيون، نابلس ليقسموا قسم الولاء  إلى سيبيلا وغي. وتوجت سيبيلا وحدها، كملكة وحيدة. بعد أن أتفقت سيبيلا مع أعضاء المحكمة المعارضة أنها سوف تلغي زواجها ارضاءا لهم في المقابل أشترطت أعطائها حرية أختيار زوجها القادم. (وهذا يتبع سابقة والديها).و بذلك  وافق قادة المحكمة العليا، وتوجت سيبيلا فورا. وللدهشة، أعلنت سيبيلا على الفور أنها اختارت غاي كزوجها، وتوجته.

## عهد سيبيلا
أظهرت سيبيلا براعة كبيرة ومكر سياسي في تعاملها مع المعارضين لها. كان همّ الملكة سيبيلا هو مواجهة جيوش صلاح الدين التي تتقدم نحو المملكة، وأرسلت زوجها غي وريموند الثالث بكامل قواتها لقتاله، إلا أن عدم تعاونهما سويًا أدى إلى هزيمتهم أمام صلاح الدين في معركة حطين في 4 يوليو 1187، ووقوعهما أسرى في يد صلاح الدين. وبحلول سبتمبر 1187، حاصر صلاح الدين الأيوبي المدينة المقدسة، وقادت سيبيلا شخصيًا الدفاع عن المدينة، إلى جانب مع البطريرك إيراكيلوس وباليان من إيبلين، الذي نجا من حطين. استسلمت القدس في 2 أكتوبر، وسُمح لسيبيلا بالهرب إلى طرابلس مع بناتها.
كتب برنارد هاملتون "كانت سيبيلا ستعيش في أوقات أكثر سلمية حيث كانت تمارس قدرا كبيرا من السلطة منذ أن استمد زوجها السلطة منها بشكل واضح "، ولكن غزو صلاح الدين فقط جلب حكمها إلى نهاية سريعة. وكان خلفها القانوني شقيقتها إيزابيلا غير الشقيقة، التي أرغمت على إنهاء زواجها من همفري حاكم  تورون وبدلا من ذلك تزوجت كونراد، ولكن غي رفض التخلي عن تاجه حتى انتخابات عام 1192.

## وفاتها
أطلق صلاح الدين سراح غي دي لوزينيان في دمشق في عام 1188، عندما أدرك صلاح الدين أن عودته ستسبب فتنة في المعسكر الصليبي، ولحق بالملكة وسارا إلى صور في عام 1189، المدينة الوحيدة الباقية في المملكة. كان كونراد من مونفيراتو شقيق زوج سيبيلا الأول ويليام وزوج أختها إيزابيلا، قد أخذ بزمام الدفاع عن المدينة، ورفض الاعتراف بمطالبة غي ببقية المملكة. وبعد حوالي شهر قضاه غي خارج أسوار المدينة، لحق غي والملكة بطليعة الحملة الصليبية الثالثة لحصار عكا.
وفي عام 1190، توفت سيبيلا في وباء اجتاح المعسكر الصليبي، ولحق بها ابنتاها بعد أيام.
لعبت الممثلة إيفا جرين عام 2005 دور سيبيلا في فيلم مملكة السماء.

## في الخيال
ظهرت سيبيلا في العديد من الروايات، لا سيما  في روايه للكاتبه كرول ترودواتي زوفيا كوساك-سززوكا (الملك ليبر)، ورواية  فرسان الظلام لغراهام شيلبي، وسيسيليا هولاند في القدس.والتي جعلتها بطلة الرواية، ولكنهم جميعا  تجاهلوا تفانيها المعروف لزوجها من أجل خلق حاله عشق ورومانسيه مع فارسها المداوي.
وهناك نسخة خيالية من سيبيلا لعبت من قبل إيفا جرين في فيلم  مملكة السماء عام 2005 . في هذا الفيلم صورت بأنها متزوجة بسعادة، ولها علاقة مع نسخة خيالية على حد سواء من باليان. ونسب اليها قولها بأنها لاتريد غي لاتخاذ العرش والمشاركة في مؤامرة فاشلة. وفي اضافه فنيه للمخرج، أقترح أنها قامت  بتسميم ابنها، بالدوين الخامس، لتجنيبه من المعاناة من الجذام. وبدلا من انضمامها إلى زوجها بعد الإفراج عنه، تغادر إلى فرنسا مع باليان.